# 大衛·威爾斯
大衛·李·威爾斯（英語：David Lee Wells，1963年5月20日—），綽號「Boomer」，為美國職棒大聯盟的投手，生涯曾效力過藍鳥、老虎、紅人、金鶯、洋基、白襪、教士、紅襪與道奇等隊。他在1998年投出大聯盟史上第15場完全比賽。他曾代表6支不同球隊參加季後賽，和Kenny Lofton並列大聯盟最多。

## 職業生涯

### 多倫多藍鳥
1987年，威爾斯登上大聯盟。起初他擔任球隊的後援投手，一直到他30歲才成為先發。他在藍鳥隊6年期間拿下47勝46敗，防禦率3.88。1992年，他隨隊拿下隊史首座世界大賽冠軍。不過他在隔年春訓遭到釋出。

### 底特律老虎
4月3日，威爾斯加盟老虎。1993年，他投出11勝9敗，防禦率4.19的成績。隔年他拿下5勝7敗，防禦率3.96。1995年，威爾斯拿下10勝3敗，防禦率3.04，他也成功入選明星賽。

### 辛辛那提紅人
7月31日，老虎將威爾斯交易到紅人，換來C. J. Nitkowski、Mark Lewis和Dave Tuttle。他在紅人隊拿下6勝5敗，防禦率3.59。

### 巴爾的摩金鶯
球季結束後，紅人將威爾斯交易到金鶯，換來Curtis Goodwin和Trovin Valdez。1996年，他投出生涯新高的224局，並拿下11勝14敗，防禦率5.14。

### 紐約洋基
1997年，威爾斯加入洋基隊。由於他很景仰貝比·魯斯，他還向球隊請求讓他穿上3號球衣，不過馬上就被拒絕了。6月28日，威爾斯自掏腰包買了一頂1934年魯斯帶過的洋基帽，並戴著它上場比賽。結果總教練喬·托瑞在第一局才發現他的帽子不符合球隊樣式，因此罰了他2500美元。最後他整季拿下16勝10敗，隔年更是拿下18勝4敗。1998年，他在賽揚獎票選拿下第三名，並拿下個人第二座冠軍。

#### 完全比賽
1998年5月17日，威爾斯投出大聯盟第15場完全比賽。這是洋基隊史第二場完全比賽，隔年大衛·孔恩也投出完全比賽，成為隊史第三人。威爾斯表示他是帶著宿醉上場投出完全比賽的， 而美國主持人吉米·法倫也秀出一張他和威爾斯前一晚在派對狂歡的照片，證明威爾斯所言不假。
同年9月1日，威爾斯面對運動家差點投出第二場完全比賽。他先投了6.2局完全比賽，接著被傑森·吉昂比敲出安打，最後他以9局2安打無保送無失分拿下勝利。

### 重返多倫多
1999年，洋基將威爾斯、Homer Bush和Graeme Lloyd交易到藍鳥，換來羅傑·克萊門斯。而他在多倫多兩年共拿下37勝，表現相當優異。
2000年，他第3次入選明星賽。而他還成為運動畫刊的封面人物，但他對於作者暗諷其身材走樣相當不滿。

### 芝加哥白襪
2001年，藍鳥將威爾斯和Matt DeWitt交易到白襪，但是換來的投手Mike Sirotka卻有傷在身，甚至提前結束大聯盟生涯。藍鳥隊的總經理因此控訴白襪隊隱匿球員受傷事實，不過聯盟卻未對白襪進行懲處。
而威爾斯也在這年陷入低潮，整季僅拿下5勝7敗，防禦率4.47。

### 重返紐約
在白襪隊待了一年後，威爾斯重返洋基隊。2002年，他拿下19勝7敗。隔年他拿下15勝7敗，洋基隊再度闖進世界大賽。
2003年9月28日，威爾斯拿下生涯200勝。2003年世界大賽第五場，拿下2勝的洋基推出威爾斯先發，但他在首局就因背傷退場。最終洋基連敗兩場無緣奪冠，而威爾斯也受到紐約球迷大肆批評。

### 聖地牙哥教士
2004年1月1日，他和教士隊簽下一年合約。整季他投出12勝8敗，防禦率3.73。

### 波士頓紅襪
2004年12月11日，威爾斯加盟紅襪，這次他終於如願以償的穿上3號球衣。後來他整季拿下15勝7敗，防禦率4.45。球季結束後，威爾斯原想轉戰西岸球隊，但後來決定續留紅襪再拚一年。
2006年，威爾斯因傷錯過開季。他在4月12日完成先發後，便宣布如果膝蓋傷勢未痊癒就正式退休。5月26日，威爾斯總算傷癒復出，並完成球季第二次先發。

### 重返聖地牙哥
2006年8月31日，由於紅襪晉級季後賽的機率相當渺茫，因此他們決定遵從威爾斯的意願，將他交易到西岸的教士隊，換來新秀捕手喬治·孔塔拉斯。球季結束後，他和教士續簽1年300萬美元的合約。
2007年3月18日，威爾斯罹患2型糖尿病。8月8日，由於Chris Young準備從傷兵名單回歸，因此教士決定釋出威爾斯。

### 洛杉磯道奇
2007年8月23日，威爾斯加盟道奇。他在道奇隊的首次先發就繳出5局失2分的成績，還敲出一支內野安打。
9月13日，44歲的威爾斯終於在比賽中單場敲出2支安打，苦主還是名人堂投手葛瑞格·麥達克斯。整季他在道奇拿下4勝1敗，防禦率5.12。他在球季結束後成為自由球員。

## 生涯投球數據
| 勝投 | 敗投 | 防禦率 | 出賽場次 | 先發 | 完投 | 完封 | 投球局數 | 安打 | 失分 | 自責分 | 全壘打 | 保送 | 三振 | 暴投 | 觸身球 |
| ---- | ---- | ------ | -------- | ---- | ---- | ---- | -------- | ---- | ---- | ------ | ------ | ---- | ---- | ---- | ------ |
| 239  | 157  | 4.13   | 660      | 489  | 54   | 12   | 3439.0   | 3635 | 1702 | 1578   | 407    | 719  | 2201 | 101  | 83     |

## 個人生活
目前威爾斯和其家人定居在聖地牙哥，而他身上有一個貝比·魯斯的刺青。他在2009年開始在TBS頻道工作。2011年，他在電視節目《The Cheap Seats》中擔任主持人。

## 外部連結
- 球員資訊和成績在MLB，ESPN，Baseball-Reference，Fangraphs（英文）
- 大衛·威爾斯在台灣棒球維基館上的頁面（繁體中文）

| 奖项与成就                                | 奖项与成就                            | 奖项与成就                         |
| ----------------------------------------- | ------------------------------------- | ---------------------------------- |
| 前任： 肯尼·羅傑斯                        | 投出完全比賽的投手 1998年5月17日      | 繼任： 大衛·孔恩                   |
| 前任： Francisco Córdova & Ricardo Rincón | 投出無安打比賽的投手 1998年5月17日    | 繼任： José Jiménez                |
| 前任： 藍迪·強森 佩卓·馬丁尼茲            | 美國聯盟 明星賽先發投手 1998年 2000年 | 繼任： 佩卓·馬丁尼茲 羅傑·克萊門斯 |